# Филипенко Павло Олексійович
Павло́ Олексі́йович Филипе́нко (нар. 27 квітня 1974, Ясинувата) — український футболіст, захисник. Виступав за ряд українських клубів, зокрема, у Вищій лізі за донецький «Шахтар» і тернопільську «Ниву», а також за російський нижчоліговий «Металург» (Алдан). Батько футболіста Ігоря Філіпенка та Віктора Філіпенка (фк «Вікторія» с. Великі Бірки)

## Біографія
Народився у Ясинуватій.
Першим професіональним клубом для Филипенка став російський «Металург» (Алдан) з Якутії, в якому він провів один сезон у Першій лізі.
Взимку 1994 року Филипенко переїхав з Якутії до Донецька, де став гравцем вищолігового донецького «Шахтаря». Проте за рік виступів у складі «гірників» він зіграв лише два матчі у вищій лізі та одну гру в кубку, проводячи решту часу на лаві запасних або у фарм-клубі «Гарант». З Донецька взимку 1995 року гравець переїхав до сусідньої Макіївки, де став гравцем основного складу першолігового «Бажановця» (згодом перейменованого на «Шахтар»), в складі якого провів три з половиною сезони.
Влітку 1998 року перейшов до тернопільської «Ниви», яка тоді грала у вищій лізі. Филипенко провів у команді три з половиною сезони, опустившись разом з командою до першої ліги. У сезоні 2000/01, в якому тернополяни посіли останнє місце в чемпіонаті, Филипенко провів найбільше матчів за клуб. Навіть у першій лізі він не завжди потрапляв до основного складу, виступаючи за фарм-клуб ФК «Тернопіль».
Останнім професійним клубом у кар'єрі Филипенка було івано-франківське «Прикарпаття», за яке він грав навесні 2002 року в першій лізі.